# Inzinzac-Lochrist
Inzinzac-Lochrist é uma comuna francesa na região administrativa da Bretanha, no departamento Morbihan. Estende-se por uma área de 44,69 km². Em 2010 a comuna tinha 6 660 habitantes (densidade: 149 hab./km²).